# Diplazon bachmaieri
Diplazon bachmaieri är en stekelart som beskrevs av Diller 1986. Diplazon bachmaieri ingår i släktet Diplazon och familjen brokparasitsteklar. Inga underarter finns listade i Catalogue of Life.